# De Slimste Mens ter Wereld 2025
De Slimste Mens ter Wereld 2025 is het drieëntwintigste seizoen van de Belgische televisiequiz De Slimste Mens ter Wereld. De quiz wordt gepresenteerd door Erik Van Looy. 

## Kandidaten
| Naam               | Deelnames | Gewonnen |
| ------------------ | --------- | -------- |
| Annelies Schetters |           |          |
| Arno The Kid       |           |          |
| Charlotte Sieben   |           |          |
| Gover Meit         |           |          |
| Ruben Van Gucht    |           |          |
| Yannick Noben      |           |          |

Finaleweken
| Terugkeer | Naam | Deelnames | Gewonnen | Eindrank |
| --------- | ---- | --------- | -------- | -------- |
|           |      |           |          |          |
|           |      |           |          |          |
|           |      |           |          |          |

## Afleveringen
| Afl. | Datum | Kijkcijfers | Winnaar aflevering | Winnaar eindspel | Verliezer eindspel |
| ---- | ----- | ----------- | ------------------ | ---------------- | ------------------ |
| 1    |       |             |                    |                  |                    |
| 2    |       |             |                    |                  |                    |
| 3    |       |             |                    |                  |                    |
| 4    |       |             |                    |                  |                    |
| 5    |       |             |                    |                  |                    |

## Jury
De jury bestaat uit twee juryleden afwisselend uit onderstaande personen. (deze lijst wordt later nog aangevuld).
| Jurylid         | Afleveringen |
| --------------- | ------------ |
| Bart Cannaerts  |              |
| Jeroom Snelders |              |